# Gotická katedrála

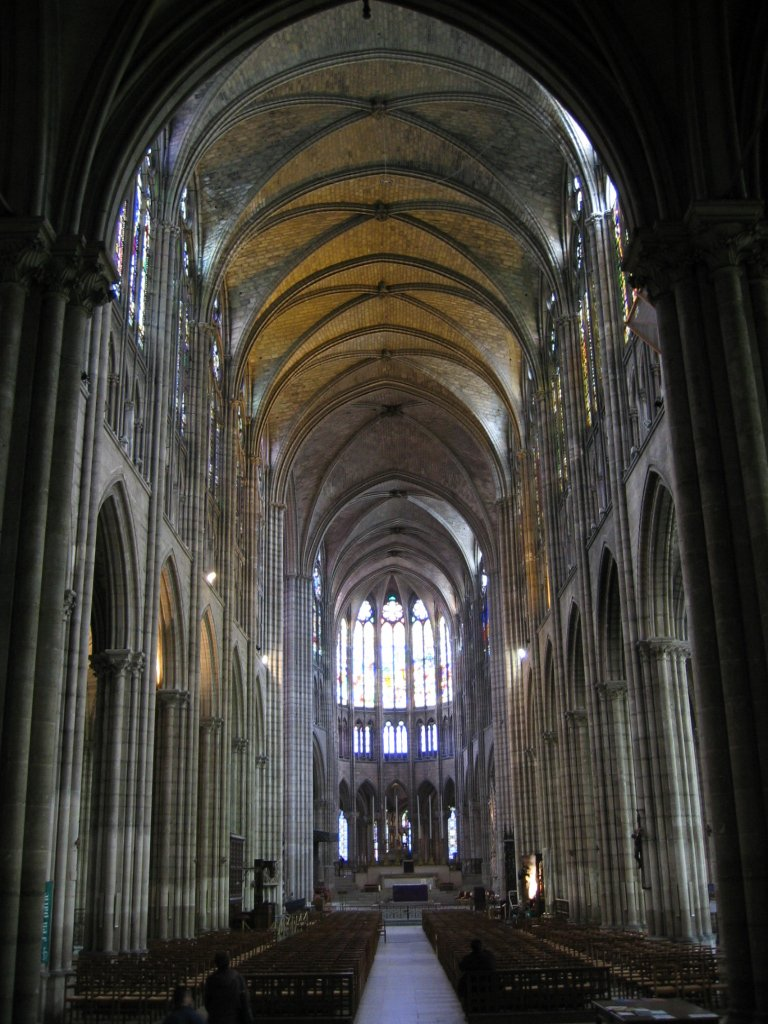
Basilika Saint-Denis – interiér

Gotická katedrála je architektonický termín označující typ velkého gotického kostela, který je vybaven minimálně třemi loděmi, příčnou lodí a chórovým ochozem s věncem kaplí a který je díky použití žebrové klenby a opěrného systému osvětlen velkými gotickými okny s vitrajemi. Tato podoba byla typická v Západní Evropě v období vrcholného středověku pro katedrální kostely, hlavní kostely diecéze, ve kterých je umístěn stolec (trůn) biskupa nazývaný katedra. Ale katedrální gotika našla uplatnění i u jiných význačných kostelů, které nebyly biskupskými ani arcibiskupskými katedrálami.
Tento typ architektury vznikl v oblasti Île-de-France (okolí Paříže) ve 12. století a brzy se rozšířil i do dalších zemí jako nositel nové, gotické architektury.
Gotická katedrála představuje vrcholné dílo středověku, které v sobě spojuje technické znalosti, umění a křesťanské ideje do jednoho účinného celku.

## Bazilika Saint-Denis
Za první architekturu typu gotické katedrály je považována přestavba baziliky Saint-Denis u Paříže v první polovině 12. století iniciovaná a teoreticky zdůvodněná opatem Sugererm. Ten zde nechal vybudovat chórový ochoz s věncem kaplí, které díky použití lomených oblouků a žebrové klenby osvítily vnitřek chrámu nebývale velkými vitrajovými okny. Právě světlu Suger připisoval důležitý teologický význam.

## Význačné gotické katedrály
- Katedrála Notre-Dame v Paříži (12. století) – Francie
- Katedrála svatého Štěpána v Sens (1140) – Francie
- Katedrála Notre-Dame v Chartres (1260) – Francie
- Katedrála Notre Dame v Remeši (1211) – Francie
- Katedrála Notre-Dame v Amiens (1220-1236 dokončena loď, 1270 dokončena většina stavby) – Francie
- Katedrála Panny Marie v Seville (1402–1506) – Španělsko
- Katedrála Narození Panny Marie (Milán) (1387–1813) – Itálie
- Katedrála svatého Petra v Kolíně nad Rýnem (1248 – 19. století) – Německo

## Gotické katedrály v Česku
- Katedrála svatého Víta, Václava a Vojtěcha (14.-20. stol.) – Praha

### Kostely užívající některé prvky gotické katedrály
- Kostel Nanebevzetí Panny Marie a svatého Jana Křtitele (13.-14. stol., obnoven v tzv. barokní gotice) – Sedlec u Kutné Hory
- Kostel svatého Bartoloměje (13.-14. stol.) – Kolín
- Kostel svaté Barbory (14.-16. stol.) – Kutná Hora

### Bývalé katedrály
- kostel v Klášterní Skalici – zbořen husity
- původní kostel Zbraslavského kláštera – zbořen husity